# Cineverse
Cineverse Corp. (originalmente Access IT Digital Media, Inc., y posteriormente Cinedigm ) es una empresa de entretenimiento estadounidense con sede en Los Ángeles, California . Los negocios de Cineverse abarcan cine digital, canales de streaming, marketing de contenidos y distribución.  

## Historia
La empresa fue fundada en 2000, bajo el nombre de Access IT Digital Media, Inc., a través de un grupo liderado por Bud Mayo. Mayo se desempeñó como director hasta su jubilación en 2010 y posteriormente fundó Digital Cinema Destinations Corp. En septiembre de 2013, la compañía cambió su nombre a Cinedigm Corp.  En enero de 2011, Chris McGurk se convirtió en el nuevo presidente y director ejecutivo. 
En julio de 2011, la empresa vendió su negocio de distribución física y electrónica a Technicolor .  El mes siguiente, Screenvision adquirió UniqueScreen Media, Inc. (USM), la división de publicidad cinematográfica de Cinedigm Digital Cinema Corp. Las empresas firmaron un acuerdo a largo plazo en el que Cinedigm se encargaba de la distribución y promoción de Screenvision. 
En abril de 2012, la empresa adquirió la distribuidora New Video . 
En octubre de 2013, la empresa adquirió Gaiam Vivendi Entertainment . 
En mayo de 2014, Cinedigm estableció Docurama, un canal de documentales OTT,       centrado en documentales y cobertura de festivales de cine.   Más tarde ese año, Jeffrey Edell se uniría como director financiero,  y la compañía comenzó a cotizar en el NASDAQ con el símbolo de cotización. 

### Expansión al vídeo bajo demanda
En febrero de 2015, Cinedigm y Wizard World lanzaron CONtv .   En junio de ese año, Cinedigm adquiriría una participación minoritaria en Shout! Fábrica .  Finalmente, en septiembre, Cinedigm se asoció con The Dove Foundation para crear The Dove Channel, un servicio de transmisión en línea que se centra en programación basada en la fe. 
En diciembre de 2017, el control de Cinedigm fue entregado a Bison Capital de Hong Kong para iniciar una de las primeras empresas China-Estados Unidos. Estudios S. 
El 5 de febrero de 2019, Cinedigm adquirió el servicio de transmisión Viewster y su filial Viewster Anime .  Viewster finalmente se fusionaría con CONtv y cambiaría su nombre a CONtv Anime el 13 de junio de 2020.   
En abril de ese año, Cinedigm licenció contenidos de las firmas chinas CCTV, China Lion, Starrise Media y Youku, con el fin de lanzar un servicio de entretenimiento y cine llamado Bambu; el servicio se lanzaría el 22 de octubre de 2019.    
En 2020, Cinedigm adquirió The Film Detective . 
En febrero de 2021, Cinedigm adquirió el servicio de transmisión del género de terror, Screambox.  Más tarde ese año, el 21 de septiembre de 2021, Cinedigm adquirió Bloody Disgusting . Como parte de la adquisición, Screambox se relanzaría bajo la curaduría y gestión de Bloody Disgusting. 
En agosto de 2021, Cinedigm anunció una asociación con Robert Rodríguez para relanzar la antigua red El Rey Network, de cable y satélite, como canal de transmisión.   
En diciembre de 2021, Cinedigm firmó un acuerdo con SideStream, un servicio de transmisión de video en vivo. 
En marzo de 2022, Cinedigm adquirió la empresa de transmisión, publicidad y distribución Digital Media Rights; incluidos los servicios de transmisión con publicidad Cinehouse, AsianCrush, RetroCrush, Midnight Pulp, Cocoro y KMTV. 

### Lanzamiento y cambio de marca de Cineverse
El 15 de septiembre de 2022, Cinedigm lanzó Cineverse, comercializado como el servicio de transmisión insignia de la compañía, que presenta programación de todas sus marcas AVOD (video a pedido con publicidad) y FAST (televisión gratuita con publicidad). 
En mayo de 2023, la empresa cambió su nombre a Cineverse Corp. y comenzó a cotizar en NASDAQ bajo CNVS. La compañía afirmó que se trata de un "importante paso adelante" en su "evolución hacia una empresa de tecnología y contenidos en streaming". 

## Televisión y streaming
Cineverse posee o programa las siguientes marcas para su servicio de transmisión del mismo nombre o para servicios y aplicaciones independientes, a partir de 2023. 
- AsianCrush
- El canal Bob Ross
- Dinámica de comedia (La Compañía Góndola)
- CONtv
- Docurama
- El canal Dove
- El Rey Network
- El canal Elvis Presley
- Fandor
- Gusto TV
- Insight TV
- Maverick Black Cinema
- Midnight Pulp
- QTTV
- RetroCrush
- Row8
- Screambox